# Nume nid gsprängt
Nume nid gsprängt, vollständiger Titel: «Nume nid gsprängt … aber geng hüh!» ist der Titel eines Schweizer Dialektfilms, den Paul Schmid 1935 mit Schauspielern der Berner Volksbühnen gedreht hat. Kameramann war Otto Ritter. Der berndeutsch gesprochene Tonfilm hat eine Spieldauer von 69 Minuten.
Handlungsort des Films ist Bäriswil, wo sich ein Bauernbursche die Liebe einer Hausangestellten sichert, indem er einen Wettritt auf einer Kuh gegen einen Zirkusartisten gewinnt.
Den Titel gab die berndeutsche Redewendung «Hü! Nume nid gsprängt, aber gäng e chly hü!», die sinngemäss für «Eile mit Weile!» oder «Überhaste nichts, aber lass dennoch dein Ziel nicht aus den Augen» steht.
Es gibt auch ein Volkslied mit diesem Refrain.

## Filmplakat
Ein Filmplakat mit der Aufschrift «Nume nid gsprängt – Ein Schweizer Dialektfilm, Prod. Paul Schmid, Bern» zeigt einen in Rodeo-Manier auf einer Kuh reitenden Mann, dem die Mütze vom Kopf fliegt; dazu die Ankündigung:

«Erster Gross-Tonfilm, berndeutsch gesprochen. Die originelle und mordsgemütliche Handlung wird dargestellt von bestbekannten Schauspielern der Berner Volksbühnen. Nur eine Vorführung nächsten Samstag, 15. Februar 1936, abends 8 ¼ Uhr in der Turnhalle Münsingen. Eintritt Fr. 1.20 und 1.50.»